# L'Isle-Jourdain (Vienne)
L'Isle-Jourdain é uma comuna francesa na região administrativa da Nova Aquitânia, no departamento de Vienne. Estende-se por uma área de 5,92 km². Em 2010 a comuna tinha 1 177 habitantes (densidade: 198,8 hab./km²).